# Togo ai Giochi della XXX Olimpiade
Il Togo ha partecipato ai Giochi della XXX Olimpiade di Londra, che si sono svolti dal 27 luglio al 12 agosto 2012, con una delegazione di 6 atleti.

## Atletica leggera
Maschile

Corse, gare
| Atleta             | Gara           | Batterie     | Batterie     | Quarti          | Quarti          | Semifinali      | Semifinali      | Finale          | Finale          |
| Atleta             | Gara           | Tempo        | Pos.         | Tempo           | Pos.            | Tempo           | Pos.            | Tempo           | Pos.            |
| ------------------ | -------------- | ------------ | ------------ | --------------- | --------------- | --------------- | --------------- | --------------- | --------------- |
| Lankantien Lamboni | 400 m ostacoli | Squalificato | Squalificato | Non qualificato | Non qualificato | Non qualificato | Non qualificato | Non qualificato | Non qualificato |

Femminile
Corse, gare
| Bamab Napo | 100 m piani | 12"24 | 3ª Q | 12"35 | 8ª | Non qualificata | Non qualificata | Non qualificata | Non qualificata | Non qualificata | Non qualificata |

## Canoa/Kayak
Togo ha potuto schierare un canoista.

### Slalom
Maschile
| Atleta            | Evento | Qualificazioni | Qualificazioni | Qualificazioni | Qualificazioni | Qualificazioni | Qualificazioni | Semifinali | Semifinali | Semifinali | Finale   | Finale | Finale |
| Atleta            | Evento | 1ª manche      | Class.         | 2ª manche      | Class.         | Migliore       | Class.         | Penalità   | Tempo      | Class.     | Penalità | Tempo  | Class. |
| ----------------- | ------ | -------------- | -------------- | -------------- | -------------- | -------------- | -------------- | ---------- | ---------- | ---------- | -------- | ------ | ------ |
| Benjamin Boukpeti | K1     | 95,28          | 17º            | 90,52          | 10º            | 90,52          | 14º Q          |            | 98,13      | 6º Q       |          | 152,23 | 10º    |

## Judo
Togo ha potuto schierare uno judoka.
Maschile
| Atleta                | Evento | 32-esimi                     | 16-esimi             | Ottavi               | Quarti di finale     | Semifinali           | 1º Turno ripescaggi  | 2º Turno ripescaggi  | Finale               | Finale          |
| Atleta                | Evento | Avversario Risultato         | Avversario Risultato | Avversario Risultato | Avversario Risultato | Avversario Risultato | Avversario Risultato | Avversario Risultato | Avversario Risultato | Classifica      |
| --------------------- | ------ | ---------------------------- | -------------------- | -------------------- | -------------------- | -------------------- | -------------------- | -------------------- | -------------------- | --------------- |
| Kouami Sacha Denanyoh | −81 kg | Islam Bozbayev P (0000–0200) | Non qualificato      | Non qualificato      | Non qualificato      | Non qualificato      | Non qualificato      | Non qualificato      | Non qualificato      | Non qualificato |

## Nuoto e sport acquatici

### Nuoto
Femminile
| Atleta      | Evento            | Batterie | Batterie   | Semifinali      | Semifinali      | Finale          | Finale          |
| Atleta      | Evento            | Tempo    | Classifica | Tempo           | Classifica      | Tempo           | Classifica      |
| ----------- | ----------------- | -------- | ---------- | --------------- | --------------- | --------------- | --------------- |
| Adzo Kpossi | 50 m stile libero | 37"55    | 71ª        | Non qualificata | Non qualificata | Non qualificata | Non qualificata |

## Tennistavolo
Maschile
| Atleta            | Evento  | Preliminari            | Round 1              | Round 2              | Round 3              | Round 4              | Quarti di finale     | Semifinale           | Finale               |                 |
| Atleta            | Evento  | Avversario Risultato   | Avversario Risultato | Avversario Risultato | Avversario Risultato | Avversario Risultato | Avversario Risultato | Avversario Risultato | Avversario Risultato |                 |
| ----------------- | ------- | ---------------------- | -------------------- | -------------------- | -------------------- | -------------------- | -------------------- | -------------------- | -------------------- | --------------- |
| Mawussi Agbetoglo | Singolo | Justin Han (AUS) P 2-4 | Non qualificato      | Non qualificato      | Non qualificato      | Non qualificato      | Non qualificato      | Non qualificato      | Non qualificato      | Non qualificato |